# Seznam južnoafriških nogometašev
Seznam južnoafriških nogometašev.

## A
- Andre Arendse

## B
- Brian Baloyi
- Shaun Bartlett
- Matthew Booth
- Delron Buckley

## C
- Bradley Carnell

## D
- Kagisho Dikgacoi

## F
- Thembinkosi Fanteni
- Mark Fish
- Quinton Fortune

## G
- Siboniso Gaxa
- Morgan Gould

## H
- Elrio van Heerden
- Richard Henyekane

## I
- Pierre Issa

## J
- Albert Johanneson

## K
- Doctor Khumalo
- Itumeleng Khune
- Gregory Kytides

## L
- Jacob Lekgetho

## M
- Mbulelo Mabizela
- Tsepo Masilela
- Phil Masinga
- Benni McCarthy
- Teko Modise
- Aaron Mokoena
- Lebohang Mokoena
- Teboho Mokoena
- Nasief Morris
- Kaizer Motaung
- Katlego Mphela

## N
- Anele Ngcongca
- Dumisa Ngobe
- Toni Nhleko
- Siyabonga Nomvethe
- Patrick Ntsoelengoe
- Cyril Nzama

## P
- Bernard Parker
- Alfred Phiri
- Steven Pienaar

## R
- Andrew Rabulta
- Lucas Radebe

## S
- Thulani Serero
- Macbeth Sibaya
- Eric Bhamuza Sono
- Jomo Sono

## T
- Lucas Thwala
- Siphiwe Tshabalala

## V
- Benedict Vilakazi
- Hans Vonk
- Muneeb Voterson

## W
- Janine van Wyk

## Z
- Sibusiso Zuma